# Rinyaújlak
Rinyaújlak är ett samhälle i provinsen Somogy i Ungern. Rinyaújlak ligger i distriktet Barcs och har en area på 24,26 km². År 2001 hade Rinyaújlak totalt 338 invånare.